# Sedimentacija eritrocita
Sedimentacija eritrocita je jednostavan, varijabilan, ali i realan laboratorijski test koji se odnosi na brzinu taloženja eritrocita in vitro, uzetih iz pune venozne ili kapilarne krvi i pomješane sa rastvorom antikoagulansa u odnosu 4:1, izazvanu djelovanjem sile Zemljine teže.
Karboksilne grupe iz sijalinske kiseline prisutne u eritrocitima stvaraju elektromagnetni naboj na njihovoj površini, koji održava stabilnost suspenzije eritrocita u plazmi.
Brzina sedimentacije eritrocita (SE) zavisi od plazmatskih faktora proteina, fibrinogena i glikoproteina, i to naročito od njihovog međusobnog odnosa, od površinskog napona krvi, koncentracije jona, volumen-procenta krvnih ćelija, od veličine i oblika samih eritrocita, od količine lipida, od pH vrijednosti itd.
Sa porastom koncentracije plazmatskih proteina, fibrinogena, imunoproteina i drugih proteina, u akutnoj fazi, smanjuje se elektronegativni naboj na membrani eritrocita i kao posledica toga nastaje njihovo ubrzano taloženje. Nakon pojave akutne inflamatorne reakcije, dolazi do porasta sedimentacije eritrocita i to u periodu sa latencijom od 24-48 časova i u prosjeku traje 100-150 časova (4-6 dana).

## Određivanje brzine sedimentacije
Određivanje brzina sedimentacije eritrocita (SE) vrši se in vitro u laboratorijskim ustanovama, a način određivanja zavisi od toga da li se upotrebljava veća količina venozne krvi (tzv. makrometode - standardni način) ili manja količina kapilarne krvi (tzv. mikrometode - pogodne za određivanje sedimentacije eritrocita kod male djece).
Bez obzira da li se brzina sedimentacije eritrocita određuje makrometodom ili mikrometodom, najvažniji je odnos pune krvi i rastvora antikoagulansa (4:1). Krv se obično uzima ujutro i na tašte.

### Metode za određivane brzine sedimentacije
Postoji veliki broj modifikacija makro- i mikrometoda za određivanje brzine sedimentacija eritrocita:
- makrometode
  - određivanje sedimentacije eritrocita po Westergreen metodi (standardna metoda);
  - određivanje sedimentacije eritrocita Seditainer sistemom (ESR system);
  - određivanje sedimentacije eritrocita po -u;
  - određivanje sedimentacije eritrocita po -u;

- mikrometode
  - određivanje sedimentacije eritrocita po Muler-Scheven-u itd.

## Referentne  vrijednosti
Referentne vrijednosti sedimentacije eritrocita iznose:
- za muškarce. 3-8mm/1h; 15mm/2h; 90mm/24h;
- za žene: 4-12mm /1h; 20mm/2h; 110mm/24h.

## Klinički značaj
Brzina sedimentacije eritrocita može da bude ubrzana ili snižena.
Brzina sedimentacije može da bude ubrzana u fiziološkim ili patološkim uslovima:
- u fiziološkim uslovima brzina sedimentacije eritrocita može da bude uvećana posle obilnih obroka, u starosti, a kod žena za vreme menstruacije i graviditeta.
- u patološkim uslovima uvećana brzina sedimentacija eritrocita je indikator za veliki spektar bolesti, kao što su razne akutne i hronične infekcije, zapaljenski procesi, teške anemije, maligne bolesti, sistemske bolesti vezivnog tkiva itd.

Brzina sedimentacije je snižena kod alergija, kod akutnog virusnog hepatitisa, kod policitemije, kod teških kaheksija, a i pojedini lekovi (npr. acetilsalicilna kiselina, kortizon i dr.) mogu inhibitorno da deluju na brzinu sedimentacije eritrocita.